# Agriotipo

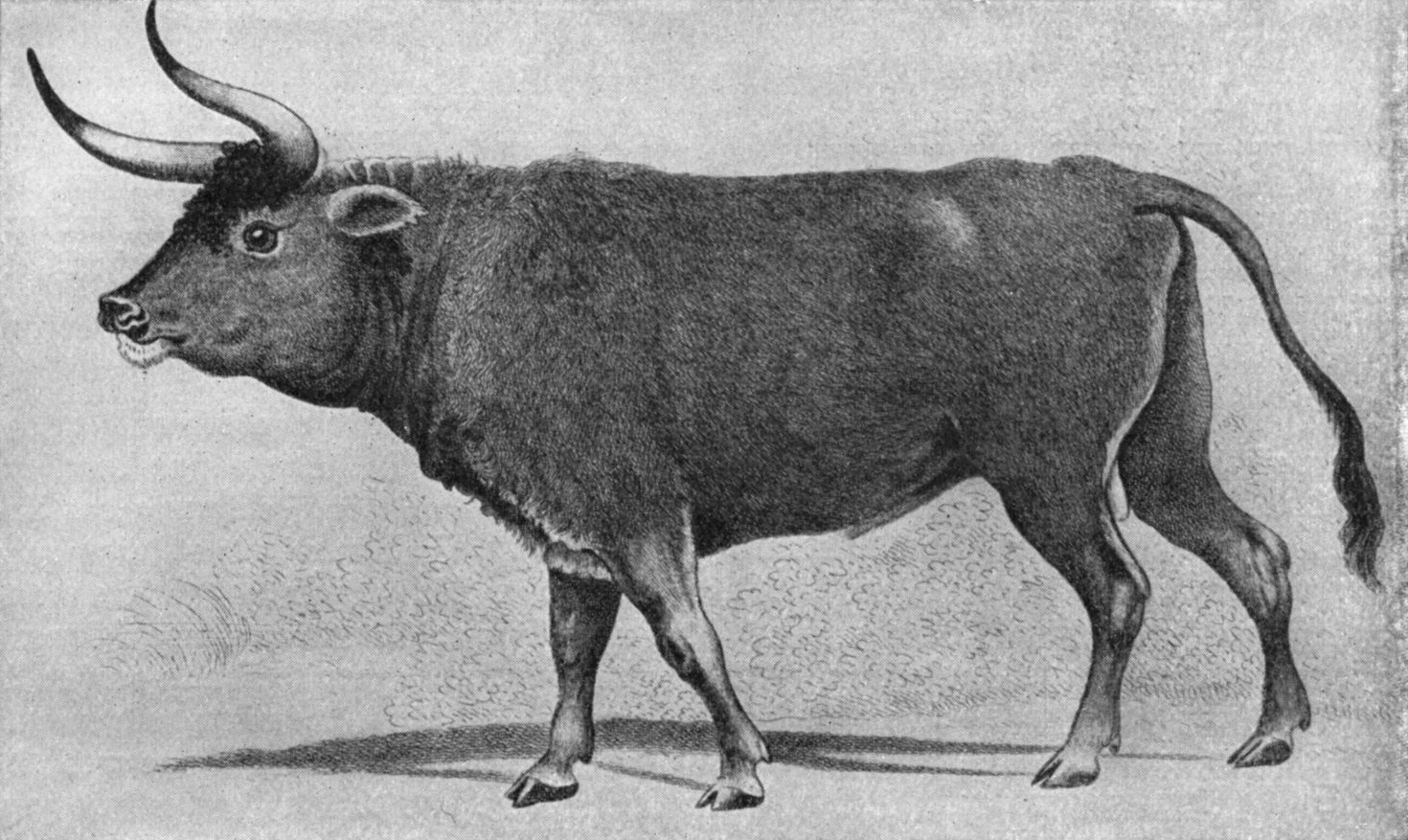
Uro (Bos primigenius), agriotipo de las vacas y toros domésticos.

En ganadería, un agriotipo es el animal salvaje del que procede un animal doméstico. El agriotipo siempre pertenece a una sola especie, pero puede tratarse de varias subespecies diferentes de esta, ya sea porque el animal fue domesticado de forma independiente en dos o más lugares a la vez o porque los criadores quisieron aprovechar las cualidades de varias razas salvajes diferentes. Los animales domésticos pueden cruzarse con sus agriotipos y tener descendencia fértil, siempre y cuando la anatomía no haya variado lo suficiente como para impedir el acoplamiento (como sucedería entre un chihuahua y un lobo salvaje).

## Agriotipos de mamíferos

### Artiodáctilos
- Cerdo (Sus scrofa domestica): jabalí occidental (S. s. scrofa), jabalí indio (S. s. cristatus) y jabalí de Indonesia (S. s. vittatus).

- Camello bactriano (Camelus bactrianus): Camello bactriano salvaje, taxón extinto.

- Dromedario (Camelus dromedarius): Dromedario salvaje, hoy extinto. Algunos opinan que el auténtico agriotipo fue el Camello salvaje.

- Llama (Lama [guanicoe] glama): Guanaco (L. guanicoe).

- Alpaca (Vicugna [vicugna] pacos): Vicuña (V. vicugna).

- Vaca (Bos primigenius taurus): Uro eurasiático (B.  primigenius) y (con dudas) uro norteafricano (B. p. mauretanicus).

- Cebú (Bos primigenius indicus): Uro indio (B. p. namadicus).

- Yak doméstico (Bos gruniens gruniens): Yak salvaje (Bos [gruniens] mutus).

- Toro de Bali (Bos javanicus): Banteng (Bos javanicus). Los animales domésticos no difieren gran cosa de los salvajes.

- Gayal (Bos [gaurus] frontalis): Gaur (Bos gaurus).

- Búfalo doméstico (Bubalus [arnee] bubalis): Búfalo indio (B. arnee).

- Oveja (Ovis aries): Dudoso. Probablemente muflón europeo (O. musimon) o muflón asiático (O. [musimon] orientalis), o incluso ambos.

- Cabra (Capra aegagrus hircus): Cabra de Bezoar (C. a. aegagrus).

- Reno doméstico (Rangifer tarandus): Reno euroasiático (R. tarandus), prácticamente idéntico a la forma doméstica.

### Équidos
- Caballo (Equus ferus caballus ): Diferentes subespecies salvajes de Equus ferus a lo largo de Europa y Asia. Ver artículo Equidae.

- Asno (Equus africanus asinus): Asno egipcio (E. a. asinus) y asno del Magreb (E. a. atlanticus).

- Onagro doméstico de Sumer (Equus hemionus ssp.): Animal de domesticación y agriotipo inciertos, hoy extinto. Probablemente una forma semidomesticada del onagro sirio (E. h. hemippus) o del de Anatolia (E. h. anatoliensis). Para complicar más las cosas, ambas subespecies salvajes también están extintas.

### Carnívoros
- Perro (Canis lupus familiaris): Numerosas subespecies de lobo, entre las que cabe destacar el lobo europeo (C. l. lupus), el árabe (C. l. arabs), el indio (C. l. pallipes), los lobos chinos y los norteamericanos.

- Gato (Felis silvestris catus): Gato salvaje africano (F. s. lybica) y (dudoso) gato montés europeo (F. s. silvestris).

- Hurón (Mustela putorius furo): Turón europeo (Mustela putorius), aunque se ignora cuál de sus subespecies. La idea tradicional de un origen en el norte de África no tiene base en la que sustetarse. También se ha señalado como posible agriotipo el turón de las estepas (Mustela [putorius] eversmanni).

### Lagomorfos y roedores
- Conejo doméstico (Oryctolagus cuniculus): Conejo salvaje de Iberia (Oryctolagus cuniculus cuniculus).

- Cuy (Cavia porcellus): Cuya salvaje (Cavia tschudii)

- Ratón doméstico (Mus [musculus] domesticus): Ratón casero (Mus musculus).

- Rata de laboratorio (Rattus norvegicus var. albina): Rata parda o de Noruega (Rattus norvegicus).

## Agriotipos de aves

### Galliformes
- Gallina (Gallus gallus): Gallo bankiva (Gallus [gallus] bankiva)
- Pavo (Meleagris gallopavo): Guajolote o pavo salvaje mexicano (M. g. mexicana)
- Pavo real (Pavo cristatus): Pavo real de la India (P. cristatus). Pocas diferencias entre la forma salvaje y la doméstica.
- Gallina de Guinea o Pintada (Numida meleagris): Pintada occidental (N. m. galeata)
- Codorniz japonesa (Coturnix coturnix japonica): Codorniz silvestre japonesa (C. c. japonica), bastante similar a la forma doméstica.

### Anseriformes
- Pato doméstico (Anas domesticus): Ánade real (Anas platyrhynchos).
- Pato criollo (Cairina moschata): Pato almizclero (C. moschata), no muy diferenciado de la forma doméstica.
- Ganso doméstico (Anser anser f. domesticus): Ánsar común occidental (A. a. anser).
- Ganso cisnal, emperador o chino (Anser cygnoides f. domesticus): Ganso cisnal salvaje (A. cygnoides).

### Otras
- Paloma bravía (Columba livia): Paloma silvestre del norte de África (C. livia).
- Canario (Serinus canaria domestica): Canario de las islas Canarias (Serinus canaria).
- Periquito (Melopsittacus undulatus): Periquito salvaje australiano (M. undulatus), idéntico a la forma doméstica salvo en el color, que puede variar en esta última.